# Kumachahalli, Chamarajanagar
Kumachahalli là một làng thuộc tehsil Chamarajanagar, huyện Chamarajanagar, bang Karnataka, Ấn Độ.